# Lalla Leone
Lalla Leone (Bari, 1949) è una cantante italiana.

## Biografia
Figlia di un impiegato della Gazzetta del Mezzogiorno di Bari, appassionata di musica fin da giovanissima, debutta nel 1963, incidendo il 45 giri “Bang bang” per l’etichetta discografica Panorama.
L’anno successivo diventa ospite fissa della “Caravella di Successi”, gara canora organizzata e trasmessa da radio Bari, dopodiché firma con l’etichetta discografica Italdisc e registra con l’Orchestra Buffoli il disco “Le solite parole”, cui segue “Un uomo e una donna” e “Non farti vedere”.
Nel 1966, tiene una tournée in Inghilterra dove partecipa al noto show televisivo “International cabaret” trasmesso dalla BBC e ritorna in hit parade con il 45 giri “Dormi dormi cara bambina”.
Nel 1967, prende parte a Un Disco per l’Estate con la canzone “Non mi capirai”, dopodiché partecipa il 15º Festival della Canzone Napoletana, dove propone i motivi “Tante tante tante tante tante” e “Ma comme va”, eseguiti in abbinamento con Tony Dallara e Luisa Casali. Nello stesso anno, partecipa alla prima edizione dell’Oscar della Canzone Italiana, dove esegue il motivo “Sei come sei” ed è ospite fissa di numerosi programmi televisivi, mentre, nel 1968, svolge una tournée in Olanda e prende parte alla rassegna “Canzoni per il mondo”.
Dopo qualche altra apparizione si ritira dalle scene.

## Discografia

### Singoli ed EP
- 1964 - Non farti vedere
- 1965 - Dormi dormi ... (cara bambina)
- 1966 - Un uomo, una donna
- 1967 - Tante, tante, tante, tante, tante / Ma come va
- 1967 - Non mi capirai / Più due innamorati
- 1967 - La ragazza venerdì
- 1967 - Sei come sei
- 1968 - Caro caro amore